# بالانوب
بالانوب (به لاتین: Balanub) یک منطقهٔ مسکونی در روسیه است که در داغستان واقع شده‌است.